# Kacsó Judit
Kacsó Judit, Kacsó Gáborné sz. Nánási Judit (Marosvásárhely, 1932. február 26. – Bukarest, 2023. január 23.) romániai magyar szerkesztő, műfordító.

## Életútja
A marosvásárhelyi leánygimnáziumban érettségizett (1951), a bukaresti Makszim Gorkij Főiskolán orosz szakos tanári diplomát szerzett (1955). Egy évig Bukarestben orosz nyelvet tanított, 1956-tól a Știință și Tehnică folyóirat kiadásában magyarul megjelenő tudományos-fantasztikus regénysorozatot szerkesztette, 1958-tól az Irodalmi Könyvkiadó, 1970-től a Kriterion szerkesztője; utóbbi munkahelyén főképp a Drámák sorozat, a Kriterion Kiskalauz, valamint a gyermek- és ifjúsági kiadványok gondozója. Dános Miklóssal közösen szerkesztette az Árvízkönyv 1970. május 13. – június 10. c. kötetet (Tudósítások, interjúk, fényképek, 1970).
Oroszból I. Jefremov Androméda Ködfolt, Sz. M. Beljajev A tizedik bolygó, V. Trenyov Indiánok (oroszból való műfordításai az Orosz Könyv Kiadónál jelentek meg); románból I. M. Ștefan Szememprisz herceg titka, Ioana Petrescu Hattyúdal, Șt. Tita Törpék Gulliver hazájában és (Fáskerthy Györggyel) Adrian Rogoz Urán c. tudományos-fantasztikus munkáit fordította magyarra a Tudományos-fantasztikus elbeszélések sorozat számára (1956–58).